# Machine Gun Kelly (artist)
Colson Baker, mer känd under artistnamnet Machine Gun Kelly, född 22 april 1990 i Houston, Texas, är en amerikansk rappare, sångare, låtskrivare och skådespelare, uppvuxen i Cleveland, Ohio. Han blev känd med sitt första album Lace Up år 2012. Han har samarbetat med Avenged Sevenfold, Sleeping with Sirens, Wiz Khalifa, Little Mix, Steve Aoki och Halsey. Han gjorde en låt med Awolnation's beat till Sail som blev en stor succé. Därefter har han gjort ytterligare 5 album; hans senaste bär titeln Tickets To My Downfall.
Baker har en dotter som föddes 2009. 2025 fick han även en dotter med sin före detta Megan Fox.